# Crotalaria bifaria
Crotalaria bifaria là một loài thực vật có hoa trong họ Đậu. Loài này được L.f. miêu tả khoa học đầu tiên.